# Сан Вито (Болцано)
Сан Вито је насеље у Италији у округу Болцано, региону Трентино-Јужни Тирол.
Према процени из 2011. у насељу је живело 338 становника. Насеље се налази на надморској висини од 1342 м.